# Osmanské námořnictvo
Osmanské námořnictvo (turecky Osmanlı Donanması) byla námořní složka ozbrojených sil Osmanské říše. Po zániku Osmanské říše a nástupu Turecké republiky v roce 1923 na ně navázalo turecké námořnictvo. Osmanské námořnictvo sehrálo důležitou roli při turecké expanzi, ať už při obléhání Konstantinopole, dobývání středomořských ostrovů jako byl Rhodos či Kypr, nebo při střetech s nepřáteli na Středozemním a Černém moři.

## Historie

### Období expanze
Ve 40. letech 14. století vstoupili řečtí gasmuloi z Gallipoli po propuštění z loďstva byzantského císaře Jana VI. Kantakuzena do služeb osmanských sultánů a vytvořili jádro posádek první velké osmanské flotily.

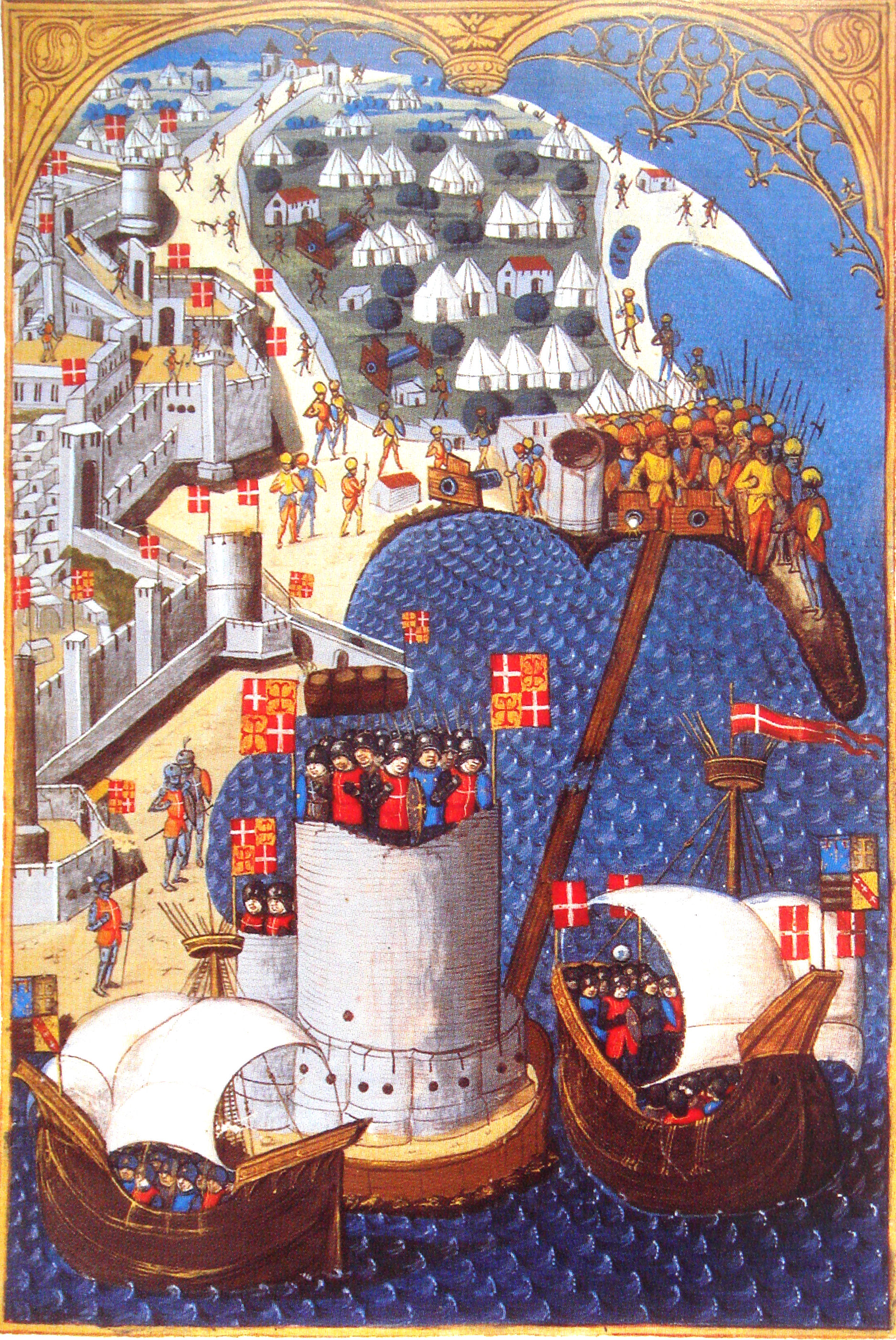
Obléhání Rhodu roku 1480. Pontonový most Turků je zničen a řádové lodě ovládají moře v okolí pobořené věže sv. Mikuláše. (Gestorum Rhodiae obsidionis commentarii, cca 1483)

Roku 1480 se osmanské loďstvo podílelo na obležení Rhodu, ovládaného rhodskými rytíři, vojsky Mesih Paši. Kromě samotného transportu Osmanů na ostrov se přímo zúčastnilo obléhacích bojů. Několik galér bylo zbaveno veškerého plachtoví a stěžňů a na vybudované platformy na přídi i zádi bylo rozmístěno dělostřelectvo a vojáci. Takto upravené lodě zaútočily na pobořenou věž sv. Mikuláše bránící vjezd do přístavu Mandraki. Jedna z nich byla potopena nepřátelskou palbou, ostatním se podařilo vyložit turecké vojáky na pobřeží. Útok byl však odražen. Útok se ještě dvakrát opakoval, se stejným úspěchem. V noci z 18. na 19. června podnikla turecká vojska kombinovanou operaci; ze západu věže byl nasazen pontonový most, na východě se vylodili vojáci ze 30 lodí. Obránci proti výsadku nasadili zápalné lodě a potopili čtyři galéry a několik transportních lodí. Ani tento útok neuspěl. Celé tažení nakonec skončilo neúspěchem a Osmané z ostrova odpluli. Na ostrov Rhodos se Turci vrátili roku 1522. Role námořnictva se při této kampani prakticky omezila na transport jednotek a blokádu města Rhodu. Ani ta nebyla stoprocentní a několik řádových lodí dokázalo proniknout skrz a dopravit skrovné posily a zásoby.

### 18. století
Na přelomu 17. a 18. století se na obzoru objevil nový protivník. Bylo jím Ruské impérium. Ruský imperátor Petr I. Veliký roku 1696 obsadil přístav Azov, čímž si otevřel přístup k Azovskému moři a tím pádem i k moři Černému. Nechal také vybudovat loděnici ve Voroněži, kde se stavěly první ruské plachetnice a galéry ohrožující tureckou nadvládu nad těmito moři. Po prohrané válce byl však přinucen zřeknout se tohoto přístavu, ruská přítomnost tak na chvíli polevila.

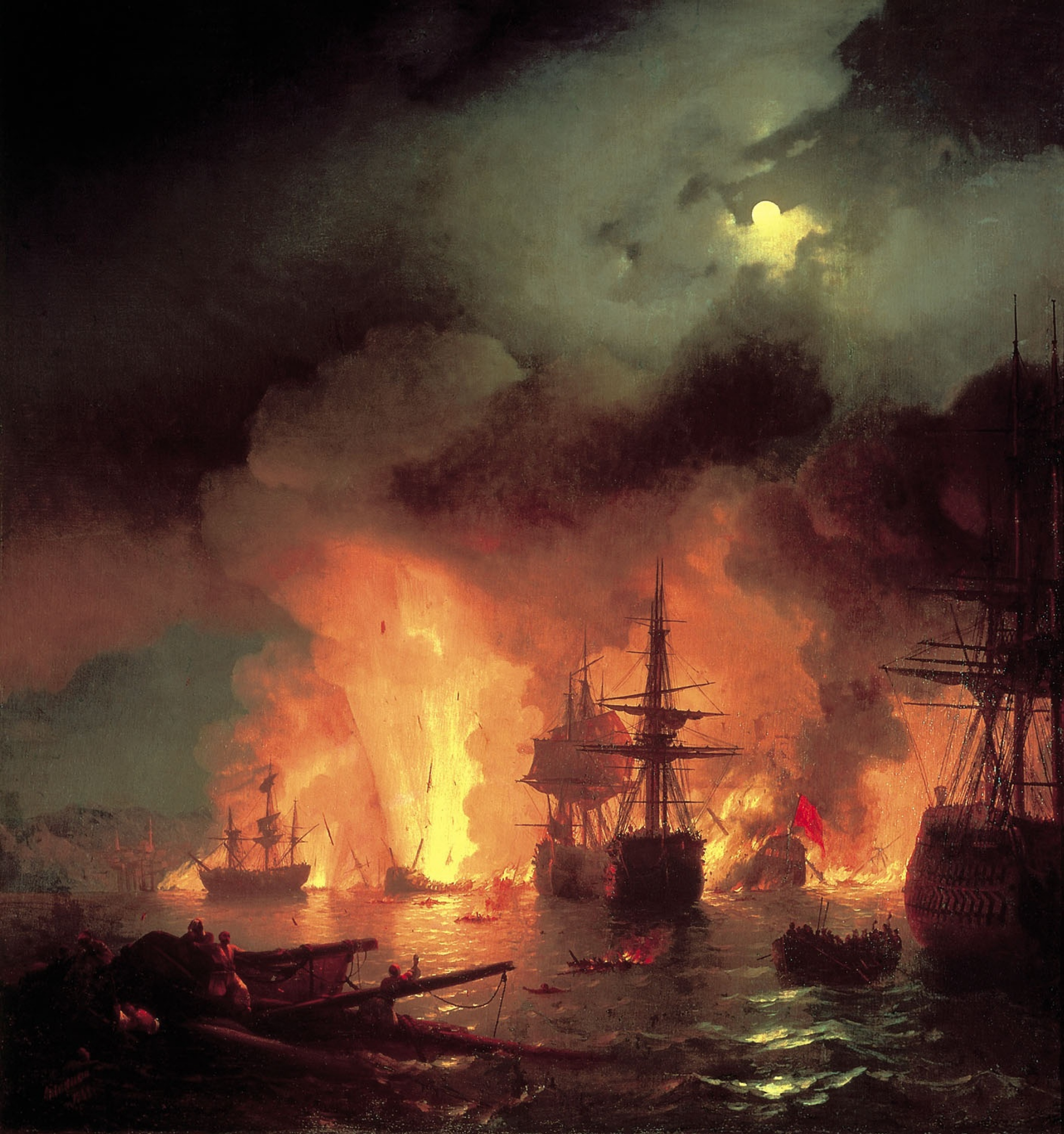
Bitva u Česmy (Ivan Ajvazovskij, 1848)

Rusové se do oblasti Černého moře vrátili trvalejším způsobem až za vlády Kateřiny II. Veliké. Za rusko-turecké války z let 1768 až 1774 utrpěla osmanská flotila o síle 16 řadových lodí a 6 fregat z rukou svého ruského protějšku roku 1770 drtivou porážku v bitvě u ostrova Chios (Česmy) v Egejském moři. Následným mírem z července 1774 bylo Turecko nuceno postoupit Azov, Kerč a pevnosti na Krymu (Jenikale) a v ústí řeky Dněpr (Kinburn), povolit Rusku svobodnou plavbu na Černém moři a vzdát se své nadvlády nad Krymským chanátem, který Rusové brzy ovládli.
Ani v následující válce s Ruskem se osmanské námořnictvo příliš nevyznamenalo. V bitvě u ostrova Fidonisi z roku 1788 bylo tureckých 15 řadových lodí a 8 fregat zahnáno na útěk mnohem slabším bránícím se protivníkem. V létě roku 1790 mělo námořnictvo provést výsadek vojsk na Krymu, avšak ruský admirál Fjodor Fjodorovič Ušakov rozehnal 8. září tureckou flotilu admirála Husajn Paši u Tenderské kosy a potopil dvě jejich řadové lodě. Také v bitvě u mysu Kaliakra z 11. srpna 1791 byly donuceny osmanské lodě k ústupu.

### 19. století
Dne 6. dubna 1821 vypuklo povstání Řeků proti osmanské nadvládě. Řekové měli k dispozici silné obchodní loďstvo, které se sice nemohlo přímo postavit turecké flotě, ale bylo sto napadat turecké zásobování na moři. Na jaře 1822 se řečtí povstalci pokusili obsadit ostrov Chios. Po připlutí osmanské flotily o síle 46 lodí pod velením admirála Kara Aliho dne 30. března se povstalci stáhli z ostrova. Turečtí námořníci poté povraždili několik desítek tisíc chijských obyvatel. Dne 7. června téhož roku se však Řekové pomstili. Zápalná loď pod velením Konstantina Kanarise najela pod příkrovem tmy do Aliho vlajkové lodi, následná exploze zabila na 2 tisíce tureckých námořníků včetně samotného admirála.

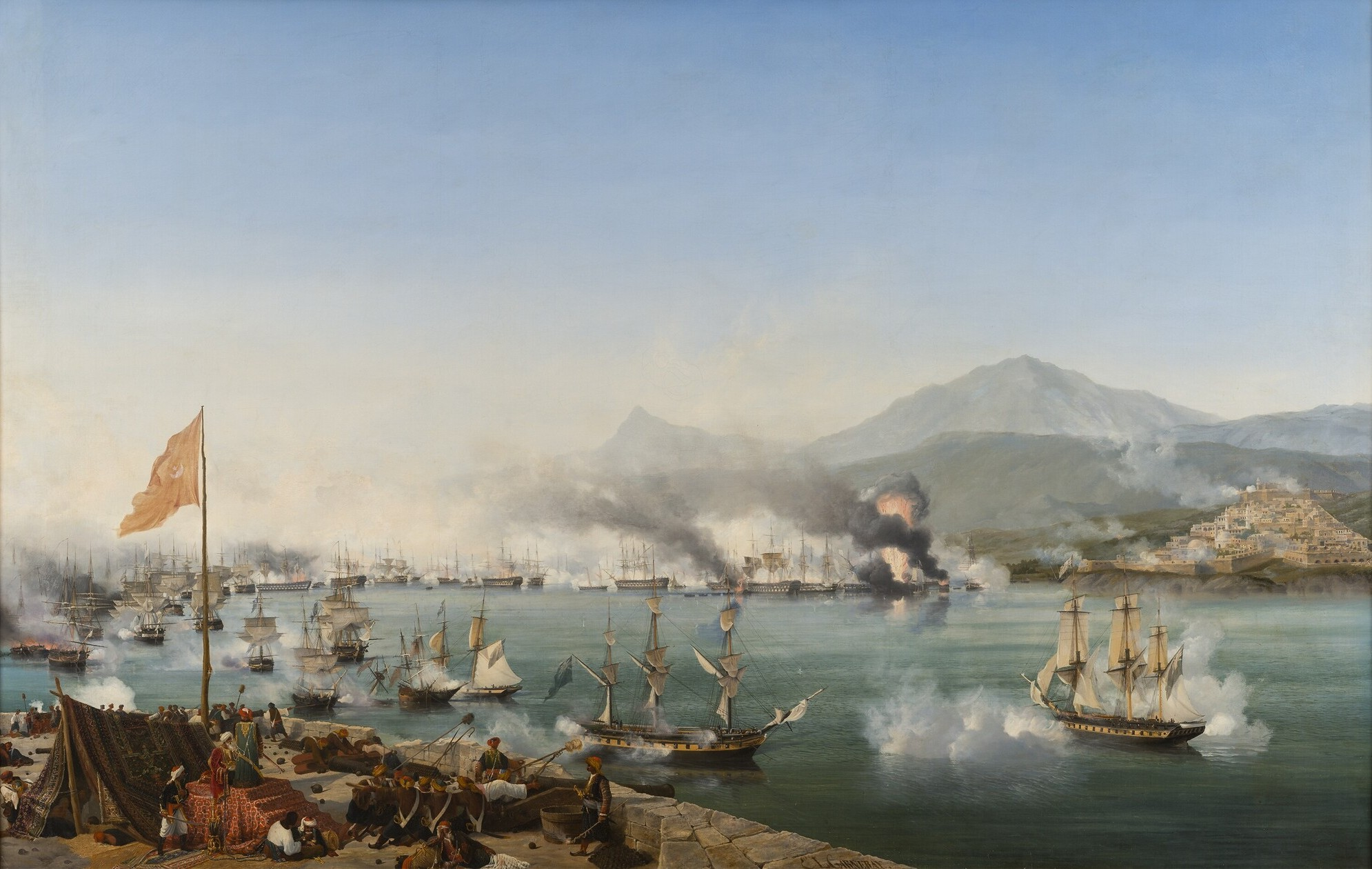
Bitva u Navarina (Louis Ambroise Garneray, 1827)

Do zuřícího konfliktu nakonec zasáhly světové mocnosti. Na základě londýnské dohody z roku 1827 vyzvaly Velká Británie, Francie a Rusko k zastavení bojů a uznání Řecka jako autonomní součásti Osmanské říše. Turci dohodu odmítli. Britská eskadra pod velením admirála Edwarda Codringtona dostala za úkol přerušit přísun posil z Egypta po moři. Turecko-egyptské loďstvo o síle 3 dvojpalubních řadových lodí, 7 dvojpalubních fregat, 10 jednopalubních fregat a 58 menších lodí vyplulo dne 5. srpna 1827 z Alexandrie a 8. září zakotvilo v zálivu Navarino na Peloponésu. Britská eskadra záhy dorazila na místo a požadovala po Turcích vyvarování se vojenských akcí proti Řekům. To se však nestalo, turečtí námořníci začali vypalovat okolní vesnice. Mezitím na místo dorazily francouzská a ruská eskadra a 20. října spojená britsko-francouzsko-ruská flotila vplula přímo do zálivu s úmyslem zakotvit naproti tureckým lodím. Malá šarvátka mezi loděmi na jednom z křídel přerostla v generální bitvu. Osmanské loďstvo bylo prakticky anihilováno, ztratilo 70 ze 78 svých lodí. Válka nakonec vyústila v uznání řecké nezávislosti a ustanovení Řeckého království.

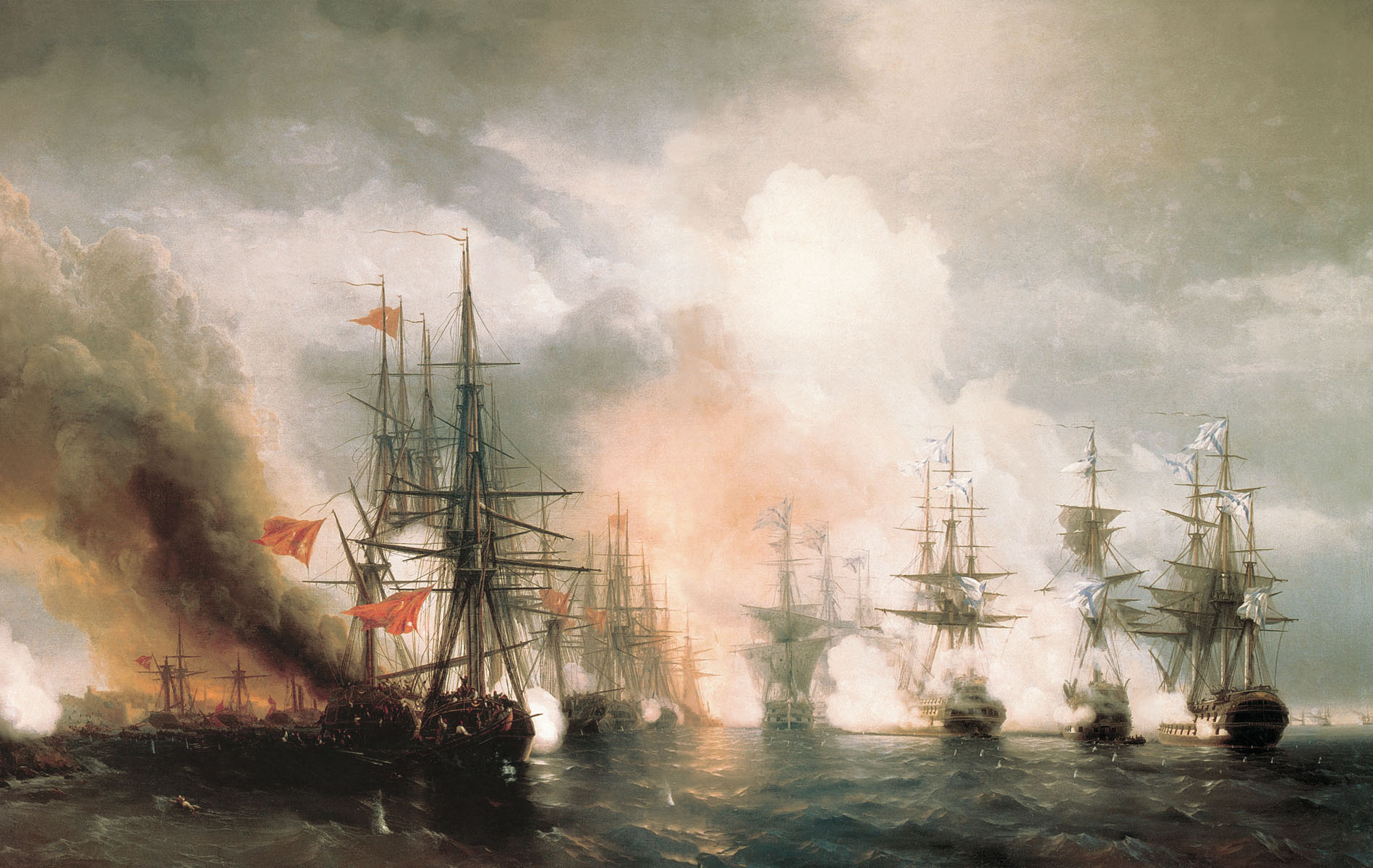
Bitva u Sinopu (Ivan Ajvazovskij, 1853)

Další z řady rusko-tureckých válek byla vyhlášena v říjnu 1853 po obsazení Valašska a Moldavska ruskými vojsky. Dne 30. listopadu pak ruská eskadra o síle 6 řadových lodí, 2 fregat a 3 parníků zastihla a rozstřílela osmanskou flotilu (7 fregat, 3 korvety, 2 parníky) admirála Osman Paši v Sinopu; uprchnout se podařilo pouze jedinému parníku. Tato porážka však přiměla ostatní mocnosti, aby zasáhly do konfliktu a zabránily Rusku získat důležité koncese na úkor uvadající Osmanské říše. Rusko bylo nakonec roku 1856 nuceno uznat svou porážku. Mírová smlouva z Paříže mj. požadovala demilitarizaci Černého moře.
Za vlády sultána Abdulhamida II. došlo k cílenému úpadku osmanského námořnictva, neboť ten se obával reformních nálad tureckého námořního důstojnického sboru.

### Před první světovou válkou
Osmanská říše dlužila po sérii povstání několika mocnostem kompenzace za škody na majetku jejich občanů. Dle dohod část těchto kompenzací mohla proběhnout formou zakázek pro loděnice poškozených států. Roku 1899 tak byla zadána modernizace Mesudiye z bateriové lodě na loď vybavenou dělostřeleckými věžemi v italských loděnicích; dokončena byla roku 1903. Modernizována byla také stařičká pancéřová loď Asar-ı Tevfik. U Italů bylo dále zakoupeno devět torpédových člunů třídy Akhisar a Antalaya. U německých firem byly objednány dva torpédové křižníky třídy Peyk-i Şevket, u francouzských čtyři torpédovky třídy Demirhisar. Britové postavili chráněný křižník Hamidiye, Američanům připadl kontrakt na chráněný křižník Mecidiye. Až na výjimku obou chráněných křižníků se nejednalo o příliš výhodné akvizice.

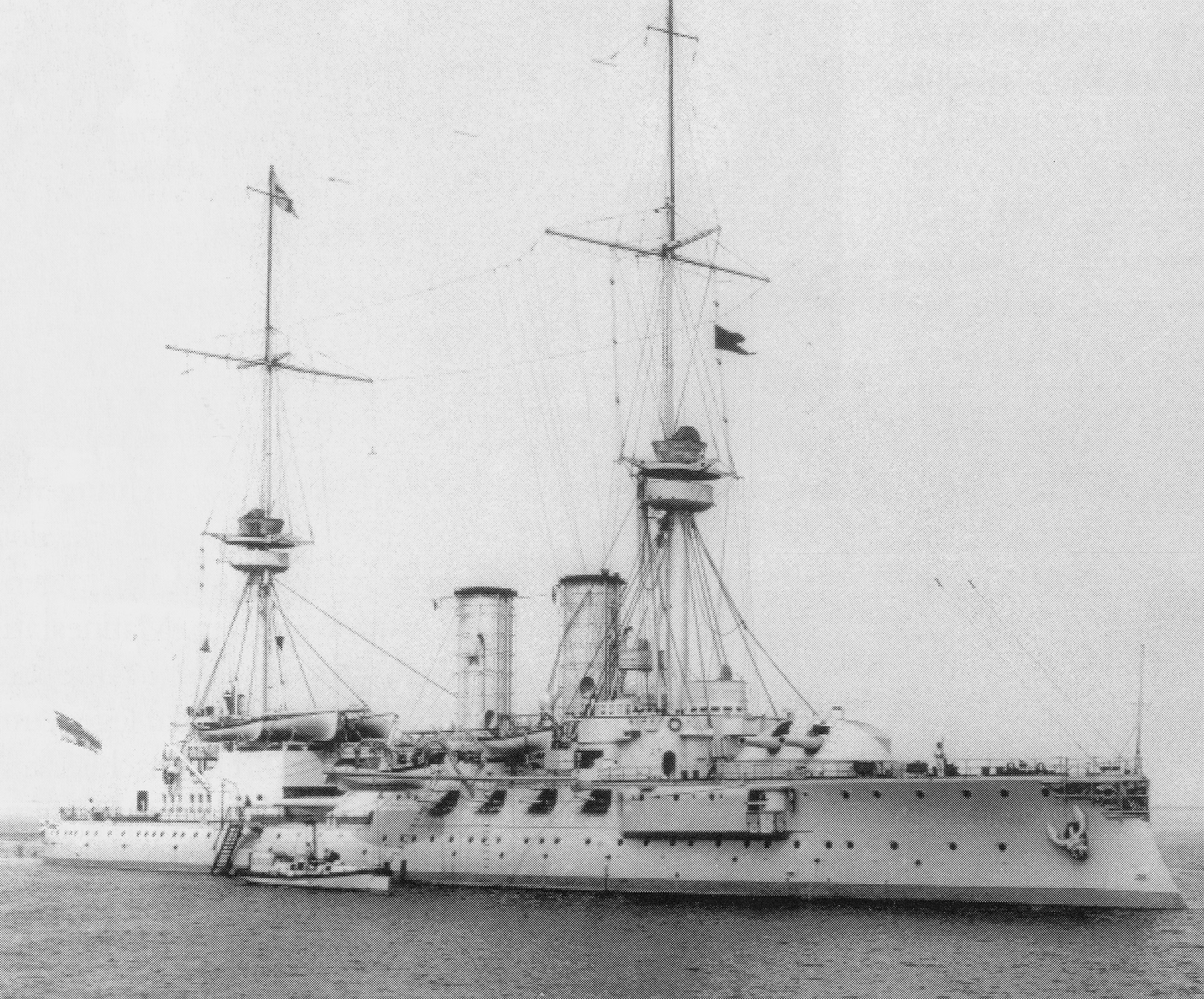
SMS Kurfürst Friedrich Wilhelm, budoucí osmanský Barbaros Hayreddin (1910)

Další kolo modernizace osmanské flotily bylo vyvoláno nákupem 8 moderních torpédoborců řeckým námořnictvem u německých a anglických loděnic. Turci kontrovali objednávkou čtyř francouzských torpédoborců třídy Samsun. Na Egejském moři se rozjela spirála závodů ve zbrojení. Řekové koupili pancéřový křižník Georgios Averof, dalece převyšující turecké lodě. Osmané se tak dostali do nezáviděníhodné situace a ohlíželi se po silnější lodi. Jednání s Angličany nevedlo k dohodě, novou loď pro Turecko postavit nechtěli a dva nabízené predreadnoughty třídy Royal Sovereign považovala turecká admiralita za zastaralé. Obrátili se proto na německou vládu se zájmem zakoupit jejich lodě. Ti jim nabídli nově postavený pancéřový křižník Blücher, ale cena se Turkům zdála příliš vysoká. Neuspěli ani se zájmem o rozestavený bitevní křižník SMS Goeben, spokojili se proto s dvojicí modernizovaných predreadnoughtů třídy Brandenburg a čtyřmi torpédoborci.
Klíčovou lodí k vybojování nadvlády nad přilehlými moři se však měl stát moderní dreadnought. Anglická vláda se po turecko-německém obchodu zalekla ztráty potenciálního zákazníka v oblasti a uvolila se pro osmanské námořnictvo postavit bitevní loď Reşadiye vyzbrojenou deseti 343mm děly. To vyvolalo nejen patřičnou řeckou reakci, znepokojení nad narušením rovnováhy v Černém moři zavládlo i v ruském námořnictvu. Turecko se proto ještě rozhodlo zakoupit brazilskou rozestavěnou bitevní loď Rio de Janeiro přejmenovanou na Sultan Osman I. Těsně před vypuknutím první světové války došlo k uzavření kontraktu s anglickými loděnicemi na stavbu třetího dreadnoughtu Mehmed Fatih. Vstup Velké Británie do války znamenal pro turecké dreadnoughty katastrofu. Dostavěny byly Reşadiye, zařazená do britského královského námořnictva pod jménem HMS Erin, a Sultan Osman I, v britských službách jako HMS Agincourt. Stavba Mehmed Fatiha byla zrušena.

### První světová válka

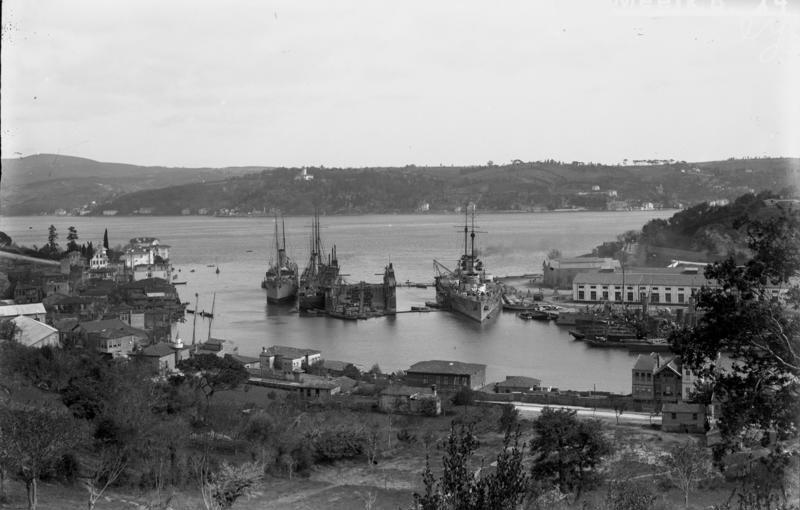
SMS Goeben na kotvišti v İstinyi (před 1917).

Osmanské námořnictvo bylo před svým vstupem do války v žalostném stavu kvůli zanedbané údržbě svých lodí. Disponovalo třemi predreadnoughty (Mesudiye, Barbaros Hayreddin a Torgut Reis), párem chráněných křižníků (Hamidiye a Mecidiye), devíti torpédoborci a dalšími menšími loděmi. Vítaným posílením tak bylo připlutí moderního německého bitevního křižníku SMS Goeben a lehkého křižníku SMS Breslau v srpnu 1914 do Istanbulu a jejich následný formální odprodej Osmanské říši. Lodě byly přejmenovány na Yavuz Sultan Selim a Midilli, nadále však de facto zůstaly německými loděmi. Nedošlo k výměně námořníků ani důstojnického sboru, který byl nadále výhradně německý.
Hlavním úkolem námořnictva se stala ochrana námořních tras na severním pobřeží Malé Asie ohrožovaných Ruskem. Skrze moře probíhala velká část zásobování tureckých jednotek na frontu na Kavkaze, z přístavu Zonguldak bylo pak do Istanbulu dopravováno uhlí nezbytné pro provoz válečných lodí. Vázalo taktéž určité britsko-francouzské síly v Egejském moři. Přesto došlo v letech 1915 a 1916 k ohromným ztrátám na obchodní plavbě, nedostatek uhlí ochromil akce námořnictva. Např. bitevní křižník Goeben během roku 1917 nevyplul kvůli nedostatku paliva na moře. Po vypuknutí říjnové revoluce v listopadu 1917 však ruský Černomořský flot přestal provádět bojové akce a situace na Černém moři se uklidnila.
Turci během války ztratili dvě své řadové lodě, obě padly za oběť torpédům britských ponorek. Mesudiye se potopila 13. prosince 1914, Barbaros Hayreddin 8. srpna 1915. Podařilo se jim však potopit britský predreadnought HMS Goliath (13. květen 1915 torpédy torpédovky Muâvenet-i Milliye). Kromě řadových lodí ztratili také chráněný křižník Mecidiye, potopený 3. dubna 1915 na mině u Oděsy, a lehký křižník Midilli, ztracený 12. května 1918 v Egejském moři taktéž na mině, 3 torpédoborce, 3 torpédovky, 1 ponorku, 7 dělových člunů a 2 pomocné minonosky.